# Азизов, Агасаф Али оглы
Агасаф Али оглы Ази́зов (азерб. Ağasəf Əli oğlu Əzizov; 1907, Бакинская губерния — 21 сентября 1951, Ахсу) — советский азербайджанский агроном, Герой Социалистического Труда (1948).

## Биография
Родился в 1907 году в селе Ленгебиз Шемахинского уезда Бакинской губернии (ныне Ахсуинский район Азербайджана).
В 1939—1951 годах председатель Ленгебизского сельского совета и колхоза имени Хагани (бывший имени Багирова) Ахсуинского района. В 1947 году получил урожай пшеницы 30,7 центнера с гектара на площади 48,11 гектаров.
Указом Президиума Верховного Совета СССР от 10 марта 1948 года за получение высоких урожаев пшеницы при выполнении колхозом обязательных поставок и натуроплаты за работу МТС в 1947 году и обеспеченности семенами зерновых культур для весеннего сева 1948 года, Азизову Агасафу Али оглы присвоено звание Героя Социалистического Труда с вручением ордена Ленина и золотой медали «Серп и Молот».
Активно участвовал в общественной жизни Азербайджана. Член КПСС с 1939 года.
Скончался 21 сентября 1951 года в городе Ахсу.